# 甘陶河
甘陶河，位于中华人民共和国华北地区中南部，是冶河两源之一。上游称松溪河，发源于山西省晋中市和顺县李阳镇窑尚村西北，沿石勒沟向东南流至石岩坪以南转北流，至昔阳县县城乐平镇城区东北左纳城西河后转东流，至冶头镇水磨头村折向东北流，之后纵贯河北省井陉县南部地区，于秀林镇北横口村与绵河汇流形成冶河。河长150千米，流域面积2564平方千米。流域内易发生旱灾。中游西部有丰富的煤炭资源。